# كأس العالم لكرة الماء للنساء 1984
كأس العالم لكرة الماء للنساء 1984 كان الموسم الخامس من كأس فينا للنساء، وجرت المنافسات في إرفاين الولايات المتحدة، ونظمت من قبل الاتحاد الدولي للسباحة (FINA).
وتوج منتخب أستراليا بكأس البطولة. فيما حل منتخب الولايات المتحدة في المركز الثاني، ومنتخب هولندا في المركز الثالث.